# Bolocera kerguelensis
Bolocera kerguelensis is een zeeanemonensoort uit de familie Actiniidae.
Bolocera kerguelensis is voor het eerst wetenschappelijk beschreven door Studer in 1879.